# Cantharellus rhodophyllus
Cantharellus rhodophyllus är en svampart som beskrevs av Heinem. 1958. Cantharellus rhodophyllus ingår i släktet Cantharellus och familjen kantareller.   Inga underarter finns listade i Catalogue of Life.